# Wierzawice

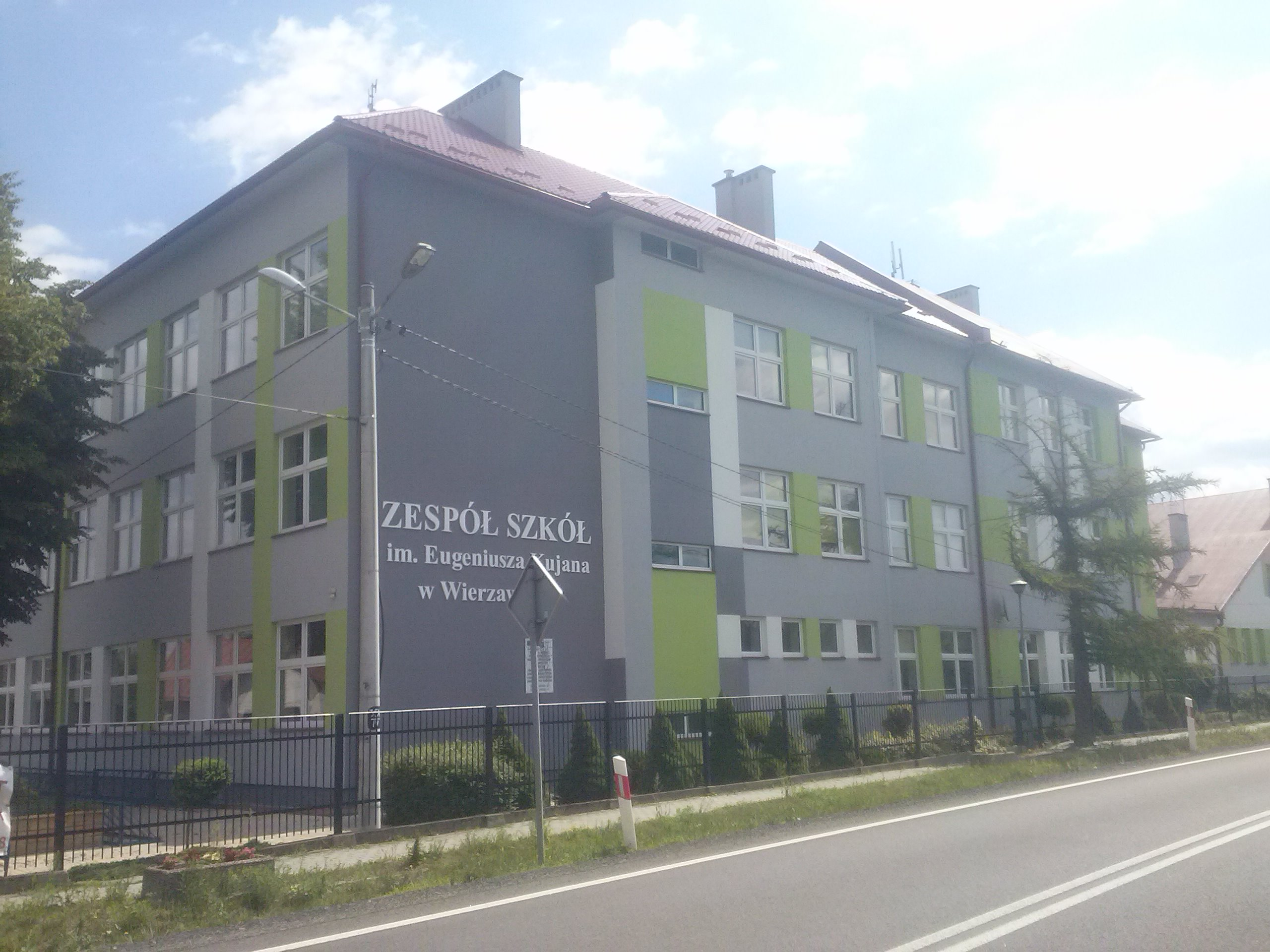
Szkoła podstawowa im Eugeniusza Kujana

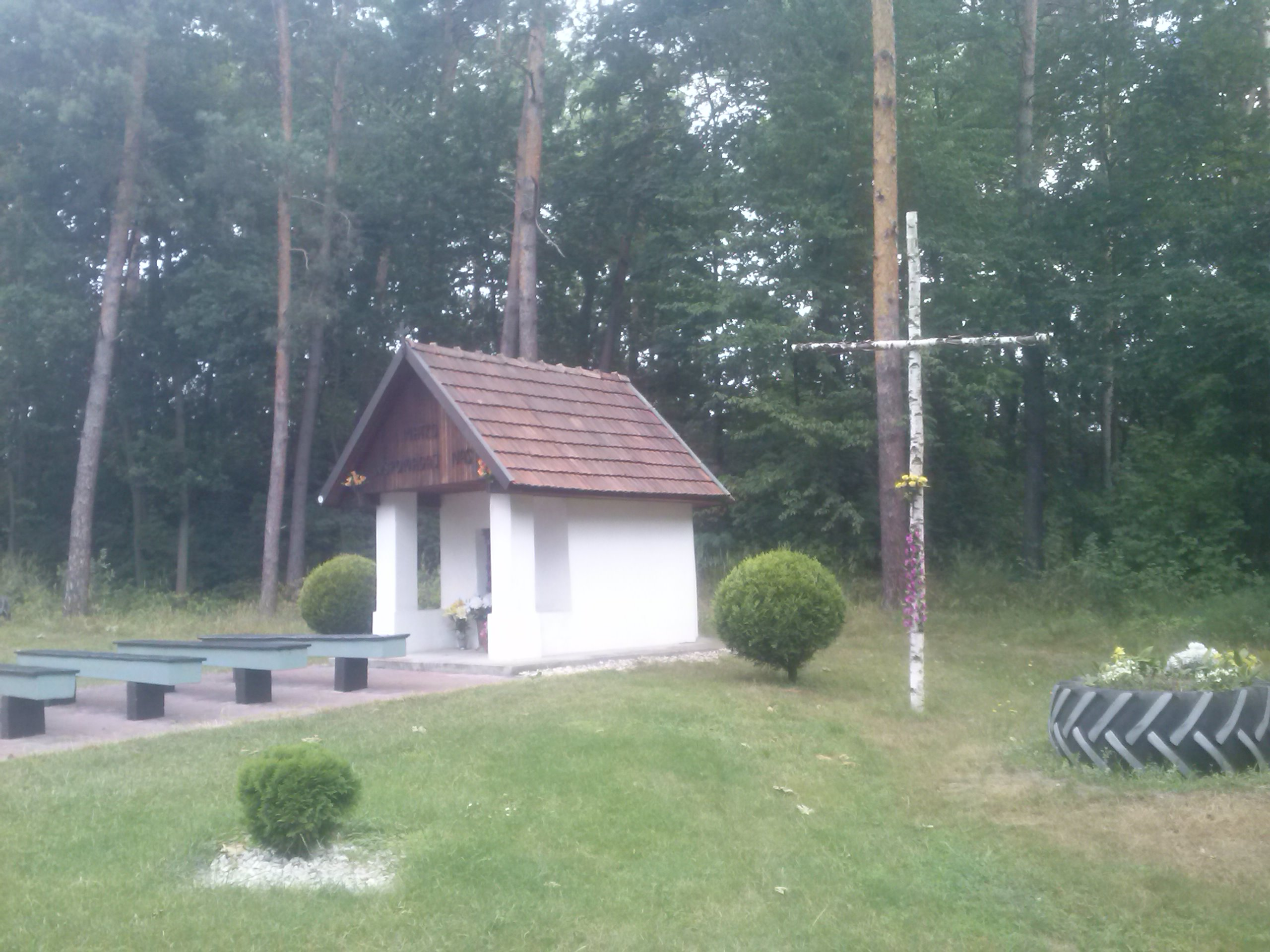
Kapliczka MB Wspomożycielki Wiernych

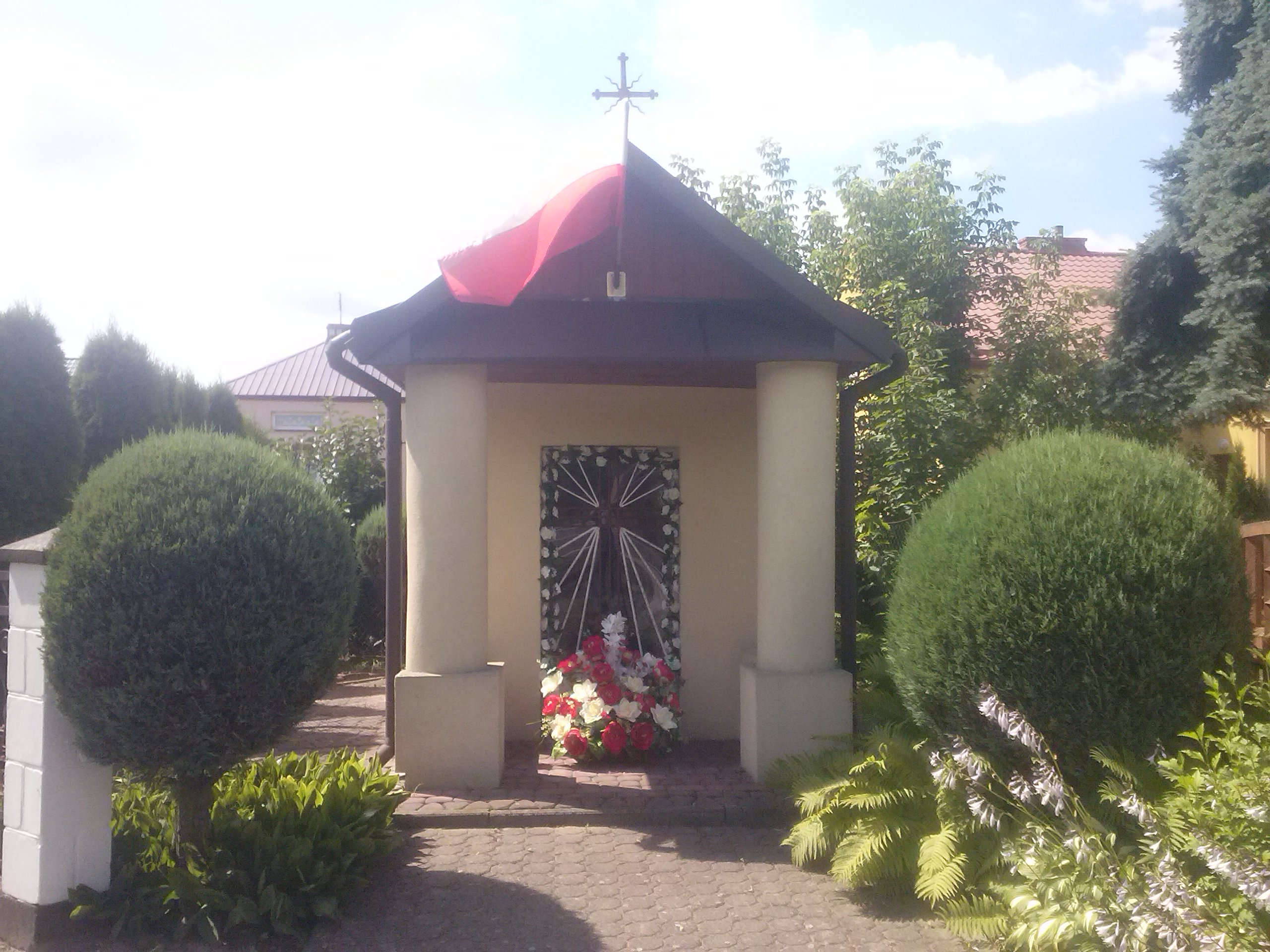
Kapliczka Matki Bożej

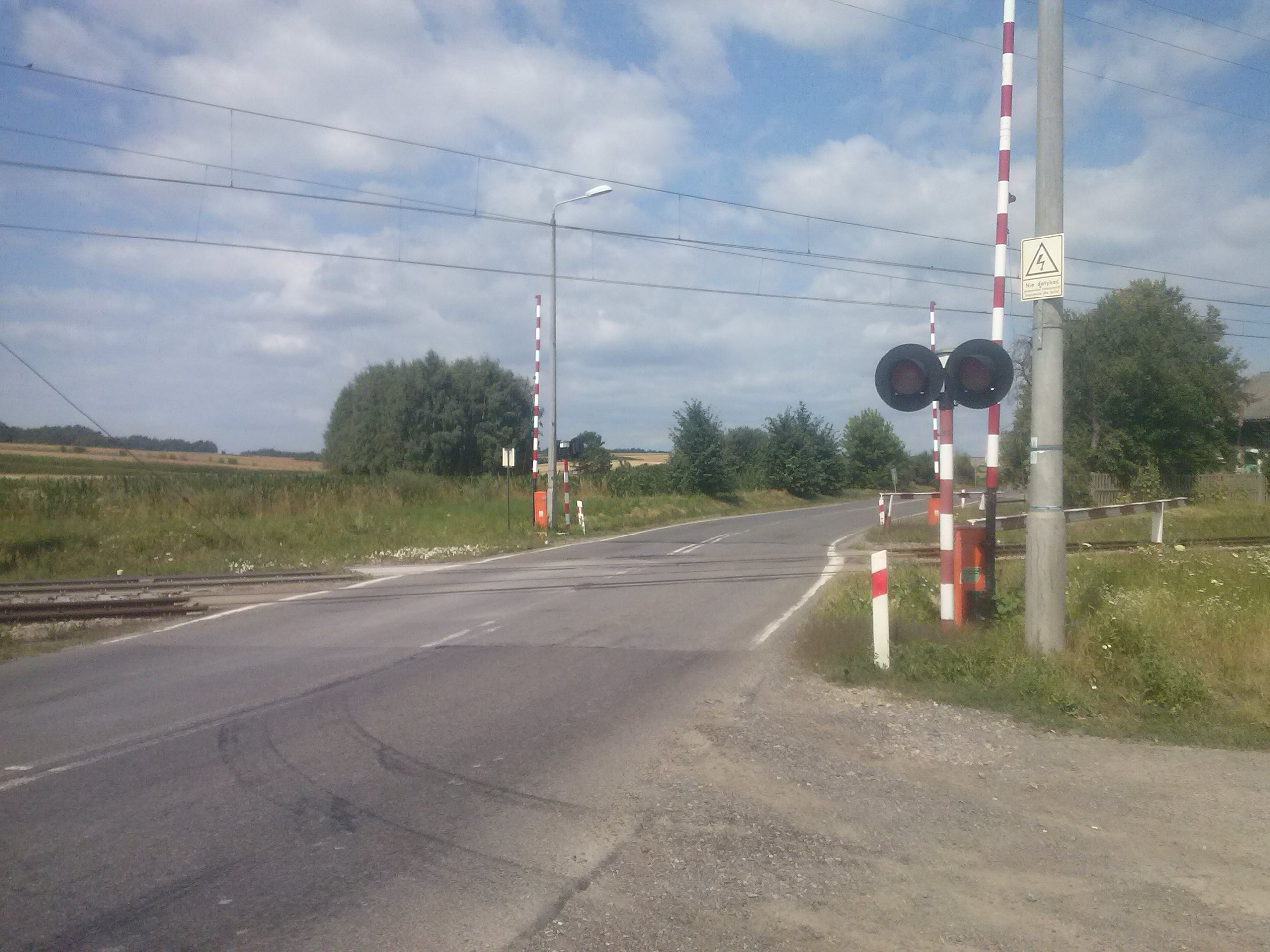
Przejazd kolejowy na DK 77

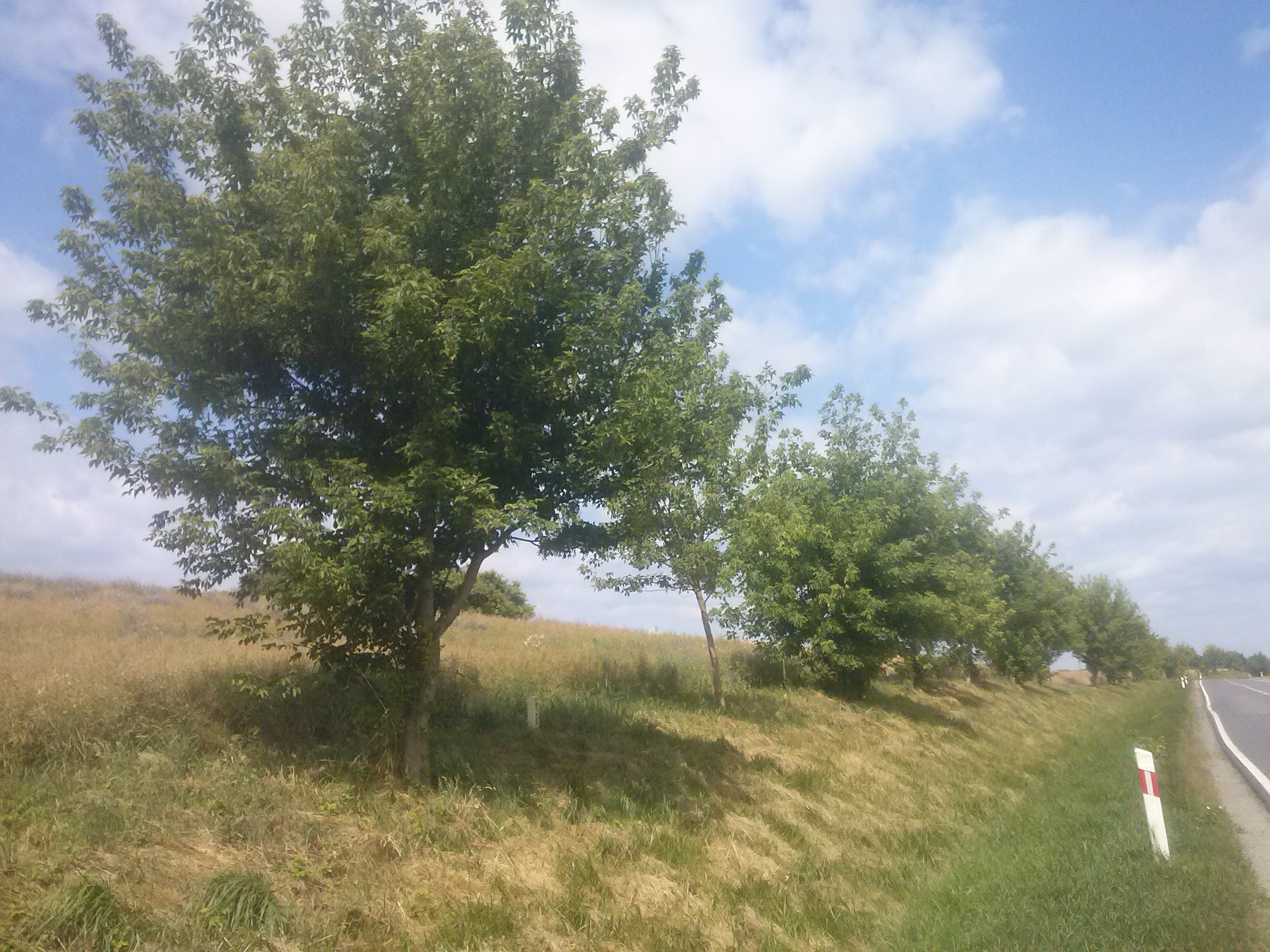
Jednostronna aleja Kłokoczki przy DK 77

Wierzawice – wieś w Polsce położona w województwie podkarpackim, w powiecie leżajskim, w gminie Leżajsk. W latach 1975–1998 miejscowość administracyjnie należała do województwa rzeszowskiego.

## Części wsi
| SIMC    | Nazwa          | Rodzaj    |
| ------- | -------------- | --------- |
| 0654084 | Folwark-Lizaki | część wsi |
| 0654090 | Na Dole        | część wsi |
| 0654109 | Na Piasku      | część wsi |
| 0654115 | Na Piziakach   | część wsi |
| 0654121 | Żołyniówki     | część wsi |

## Historia
W dokumencie z dnia 23 kwietnia 1390 roku, sporządzonym na zamku w Krzeszowie, zachowanym w oryginale w Archiwum Koronnym Jana Zamojskiego, s. 85-88 oraz 583-584 zapisano, że Jaśko Kustra, dziedzic zamku krzeszowskiego powierza niejakiemu Michałowi lokację wsi Wierzawice na prawie magdeburskim.
W 1515 roku wieś była wzmiankowana w regestrach poborowych, które zapisali poborcy podatkowi ziemi przemyskiej, jako Vyerzeycze, i posiadała 12 łanów gruntów rolnych i młyn. W 1565 roku wieś wymieniona jako Wierzaicza w starostwie leżajskim, która miała 23 kmieci, 4 bartników i 1 "rybitwę" w Jeziorze Sanowskim.
Wieś królewska Wierzaice, w 1589 roku była położona w starostwie niegrodowym leżajskim w województwie ruskim. W 1628 roku wieś posiadała 10 łanów kmiecych.
W 1656 roku wieś zniszczyli Szwedzi w czasie potopu, a rok potem doprowadzili do zgliszcz Węgrzy Jerzego II Rakoczego. Wieś starostwa leżajskiego położona w powiecie przemyskim, jej posiadaczem był Andrzej Potocki, została spustoszona w czasie najazdu tatarskiego w 1672 roku. W 1674 roku w Wierzawicach było 80 domów. W 1921 roku w Wierzawicach było 417 domów.
W Wierzawicach działa Modelarski Klub Lotniczy im. Eugeniusza Kujana – nieżyjącego założyciela klubu i m.in. dyrektora szkoły podstawowej. Na torze modelarskim (położonym obok remizy Straży Pożarnej) odbywały się otwarte Mistrzostwa Polski, czy zawody modeli latających zaliczane do Pucharu Świata.
W Wierzawicach funkcjonuje również Stowarzyszenie Rozwoju Wsi Wierzawice.

## Kościół
W 1390 roku w trakcie lokacji wioski, uposażono parafię, która później została zlikwidowana. Następnie na początku XVII wieku, w Wierzawicach zbudowano kościół filialny pw. św. Marii Magdaleny, który został konsekrowany w 1611 roku. Kościół ten był obsługiwany przez Bożogrobców z Leżajska, lecz później został zniszczony.
Pochodzący z Wierzawic, ks. Jan Keller przekazał rodzinny budynek na utworzenie parafii. W 1967 roku do Wierzawic, został skierowany ks. Czesław Rzeszutek, w celu organizacji parafii. W 1972 roku w budynku mieszkalnym została utworzona kaplica, a w 1972 roku erygowano parafię. W latach 1981–1984 pomimo trudności ze strony władz państwowych, zbudowano murowany kościół pw. Matki Bożej Wspomożenia Wiernych, który został w 1984 roku poświęcony przez ks. Michała Kochmana. 30 września 1993 roku kościół został konsekrowany przez abpa Józefa Michalika.

## Oświata
Początki szkolnictwa w Wierzawicach, są datowane na 1881 rok, gdy powstała szkoła, o której wzmiankuje Schematyzm Diecezji Przemyskiej z 1882 roku (Schola 4. cl. pueror. et 3 cl. puellar. et 1. in Wierzawice). W latach 1882–1885 szkoła była wzmiankowana, jako niezreorganizowana, a w latach 1885–1911 była 1-klasowa, a od 1911 roku 4-klasowa.
Po II wojnie światowej część uczniów z powodu braku miejsca w budynku szkolnym, uczyła się w wynajmowanych domach prywatnych, w latach 1961–1964 dokonano rozbudowy szkoły. Za czasów dyrektora Eugeniusza Kujana, w latach 1992–1996 ponownie rozbudowano szkołę (druga kondygnacja i sala gimnastyczna).

## Sport
W Wierzawicach działa klub piłkarski San Wierzawice, który został założony w 1946 roku. W sezonie 2020/2021 „San” grał w klasie A w grupie Stalowa Wola II.